# Jouni Kaitainen
Jouni Mikael Kaitainen (* 9. Juni 1980 in Lahti) ist ein ehemaliger finnischer Nordischer Kombinierer.

## Werdegang
Jouni Kaitainen ist verheiratet und startet für Lahden Hiihtoseura. Seit 1985 betreibt er Skisport, seit 1997 auf internationalem Niveau. Bei den Junioren-Weltmeisterschaften 1999 in Saalfelden am Steinernen Meer gewann er im Gundersen-Wettbewerb hinter Samppa Lajunen die Silbermedaille. Im März des Jahres gab er in Falun bei einem Sprintrennen sein Debüt im Weltcup der Nordischen Kombination und wurde am Ende Zwölfter. Im Januar 2000 konnte er als Achter in Val di Fiemme auch zum ersten Mal einen Platz unter den besten Zehn erreichen. Kurze Zeit später bei der Junioren-Weltmeisterschaft 2000 in Štrbské Pleso gewann er mit der finnischen Staffel, zu der auch Jaakko Tallus gehörte, die Goldmedaille.
2003 startete Kaitainen in Val di Fiemme erstmals bei einer Nordischen Skiweltmeisterschaft und gewann mit der finnischen Mannschaft um Hannu Manninen, Lajunen und Tallus hinter Österreich und Deutschland die Bronzemedaille. Zwei Jahre später verpasste er mit dem finnischen Team als Viertplatzierte in Oberstdorf eine Medaille. Bei mehr als 115 Weltcupstarts (Stand 10. Dezember 2007) konnte er 16 Mal Plätze unter den besten Zehn erreichen. Bestes Ergebnis ist bislang der dritte Platz in einem Gundersen-Wettbewerb in seinem Heimatort Lahti im März 2003. Bestes Ergebnis im Gesamtweltcup war in der Saison 2003/04 ein 16. Platz.
2008 beendete Kaitainen seine aktive Karriere.

## Erfolge

### Weltcupsiege
Team
| Nr. | Datum            | Ort       | Disziplin |
| --- | ---------------- | --------- | --------- |
| 1.  | 11. Februar 2005 | Pragelato | Staffel 1 |

### Weltcup-Statistik
Die Tabelle zeigt die erreichten Platzierungen im Einzelnen.
- Platz 1.–3.: Anzahl der Podiumsplatzierungen
- Top 10: Anzahl der Platzierungen unter den ersten zehn
- Punkteränge: Anzahl der Platzierungen innerhalb der Punkteränge
- Starts: Anzahl gelaufener Rennen in der jeweiligen Disziplin

| Platzierung         | Einzel a | Sprint | Massenstart | Team   | Team    | Gesamt |
| Platzierung         | Einzel a | Sprint | Massenstart | Sprint | Staffel | Gesamt |
| ------------------- | -------- | ------ | ----------- | ------ | ------- | ------ |
| 1. Platz            |          |        |             |        |         |        |
| 2. Platz            |          |        |             |        |         |        |
| 3. Platz            | 1        |        |             |        |         | 1      |
| Top 10              | 6        | 10     |             |        |         | 16     |
| Punkteränge         |          |        |             |        |         |        |
| Starts              |          |        |             |        |         |        |
| Stand: Karriereende |          |        |             |        |         |        |